# Gapič
Gapič je priimek več oseb:
- Nikolaj Ivanovič Gapič, sovjetski general
- Zoran Gapič, makedonski športni funkcionar